# إل كابريكو (محطة مترو أنفاق مدريد)
إل كابريكو (بالإسبانية: El Capricho)‏ هي محطة مترو أنفاق في مدريد في إسبانيا، تقع على الخط رقم 5.